# Michael Lerpscher
Michael Lerpscher (* 5. November 1905 in Wilhams (Allgäu); † 5. September 1940 in Zuchthaus Brandenburg) war ein religiös motivierter Kriegsdienstverweigerer. Er wurde 1940 hingerichtet. Michael Lerpscher war Laienbruder der Christkönigsgesellschaft, die von Max Josef Metzger gegründet worden war.

## Leben
Die Eltern von Michael Lerpscher betrieben in Wilhams (Landkreis Sonthofen) eine große und florierende Landwirtschaft. Ihr Sohn Michael war schon als Kind und junger Mann an religiösen Fragen interessiert und wuchs im Leben und unter dem Einfluss der katholischen Kirche auf. Anfang der 1930er Jahre reifte in dem jungen Mann der Entschluss, die Bibel wahrhaft ernst zu nehmen, sich der Feindesliebe zu verpflichten und den Kriegsdienst zu verweigern. Er war sich der Tragweite des Entschlusses in den Umständen der Zeit des Nationalsozialismus wohl bewusst. Seiner Einberufung zum Militärdienst im Frühjahr 1940 kam er nicht nach. Sein Angebot, als Sanitäter zu dienen, wurde abgelehnt. Lerpscher wurde verhaftet und nach Wien verlegt. Unter der Aktennummer 179/40 wurde Lerpscher am 2. August 1940 wegen „Wehrkraftzersetzung“ zum Tode verurteilt. Am 2. September 1940 erfolgte die Überstellung des Verurteilten in das Zuchthaus Brandenburg-Görden, wo am Morgen des 5. September das Urteil durch das Fallbeil vollstreckt wurde.

## Würdigung

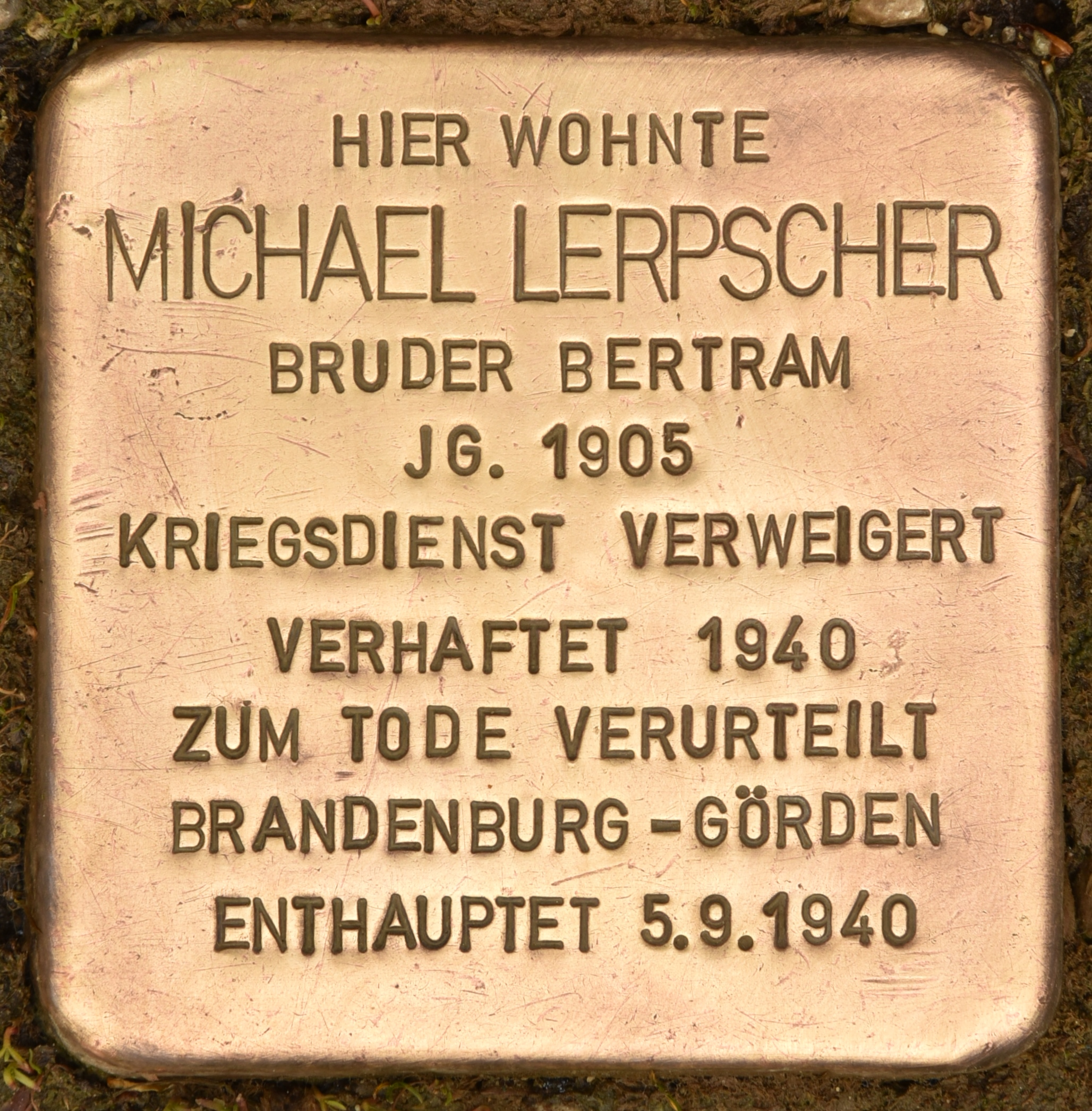
Stolperstein für Michael Lerpscher in Meitingen

Im August 1987 wurde in seiner Heimatgemeinde Missen-Wilhams eine Gedenktafel für den „Märtyrer der Gewissenstreue und Gewaltlosigkeit“ enthüllt. Diese zitiert einen Vers aus der Offenbarung des Johannes: „Soll einer ins Gefängnis – gehe er ins Gefängnis. Soll einer mit dem Schwert getötet werden – werde er mit dem Schwert getötet. Hier ist es: Das Ausharren und das Glauben der Heiligen.“(Offb 13,10 )
Zum 50. Jahrestag der Hinrichtung wurde in Graz-Andritz eine Gedenktafel für Michael Lerpscher und seinen Mitbruder Joseph Ruf (Bruder Maurus) enthüllt: „Laienbrüder der Christkönigsgesellschaft – Märtyrer für den Frieden Christi“. Auf der Grazer Gedenktafel wird dieser Spruch aus dem Evangelium nach Matthäus zitiert: „Habt keine Angst vor denen, die den Leib töten, das Leben aber nicht töten können. Habt vielmehr Angst vor dem, der Leben und Leib in der Hölle zugrunde richten kann.“(Mt 10,28 )
Die katholische Kirche hat Michael Lerpscher im Jahr 1999 als Blutzeugen in das deutsche Martyrologium des 20. Jahrhunderts aufgenommen.
Durch Bescheid der Staatsanwaltschaft Berlin vom 22. Oktober 2010 wurde das nationalsozialistische Unrechtsurteil des II. Senates des Reichskriegsgerichts in Wien vom 2. August 1940 – Aktenzeichen 179 / 40 – gegen Michael Lerpscher wegen Zersetzung der Wehrkraft durch §§ 1, 2 Ziff. 3 NS-AufhG aufgehoben.
Siehe auch → Kriegsdienstverweigerung in Deutschland#Zeit des Nationalsozialismus.